# Anthony Carter

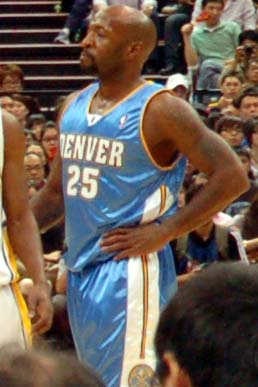
Anthony Carter, 2009.

Anthony Bernard Carter, född 16 juni 1975 i Milwaukee i Wisconsin, är en amerikansk före detta professionell basketspelare (PG) som tillbringade 13 säsonger (1999–2012) i den nordamerikanska basketligan National Basketball Association (NBA), där han spelade för Miami Heat, San Antonio Spurs, Minnesota Timberwolves, Denver Nuggets, New York Knicks och Toronto Raptors.
Under sin NBA-karriär gjorde Carter 3 009 poäng (4,8 poäng per match), 2 363 assists samt 1 302 rebounds, räddningar från att bollen ska hamna i nätkorgen, på 623 grundspelsmatcher.
Han blev aldrig NBA-draftad.
Innan Carter blev proffs studerade han vid University of Hawaiʻi at Mānoa och spelade för deras idrottsförening Hawaii Rainbow Warriors.
Efter spelarkarriären har han varit bland annat assisterande tränare för Sacramento Kings och Miami Heat. Sedan 2023 är Carter även det för Memphis Grizzlies.
Han är far till Devin Carter.